# Sint-Hippolytuskerk (Blexen)
De Sint-Hippolytuskerk (Duits: St. Hippolyt Kirche) is de lutherse kerk van het voormalige dorp Blexen, dat tegenwoordig deel uitmaakt van de Nedersaksische stad Nordenham (Landkreis Wesermarsch).

## Geschiedenis
Het oudst bekende kerkgebouw in Blexen was een houten gebouw uit de periode van circa het jaar 1000. De Britse missionaris Willehad, die onder de Friezen en de Saksen werkte en later tot eerste bisschop van Bremen werd gewijd, deed Blexen echter al in het jaar 789 aan tijdens een visitatiereis. Mogelijk nam hij vanuit Rome relieken mee van de heilige Hippolytus, waar de kerk van Blexen haar patrocinium aan ontleent. Willehad stierf een week na de inwijding van de eerste dom van Bremen op 8 november 789 in Blexen en werd per schip naar  Bremen vervoerd, waar hij in een kapel bij de toen nog houten dom werd bijgezet.

## Beschrijving

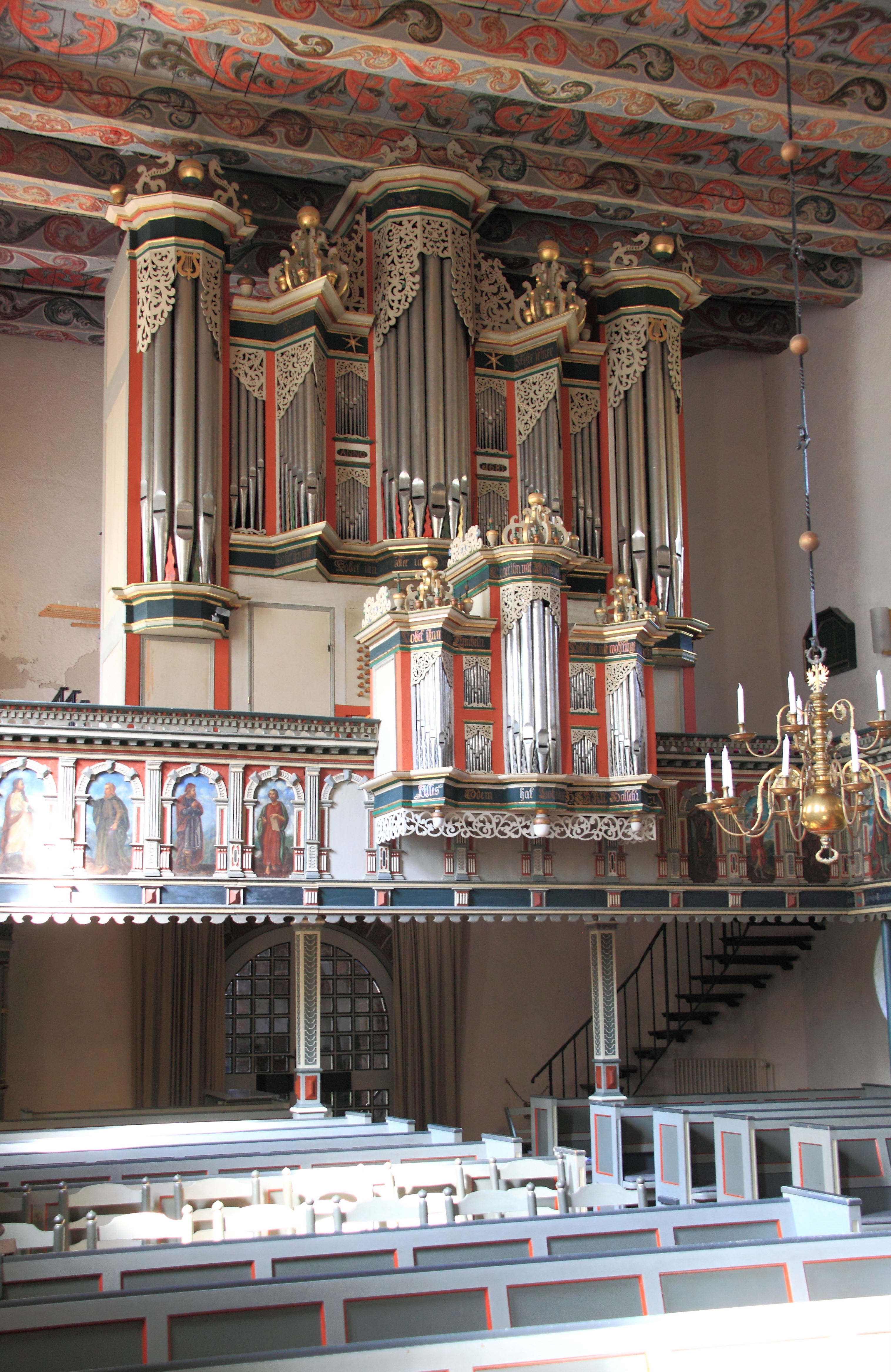
Het monumentale orgel

De kerk werd in de 11e tot de 14e eeuw gebouwd. Oorspronkelijk betreft het een romaanse zaalkerk. Aan het kerkschip van vier traveeën sluit zich een lager koor van twee traveeën met een vlakke koorafsluiting aan. De massieve vierkante toren van baksteen wordt met een spits bekroond. Het kerkschip en de muren van het koor bestaan deels uit baksteen en deels uit zandsteen. De 19e-eeuwse veranderingen zijn duidelijk herkenbaar. Aan Willehads werken en dood in Blexen herinnert de Willehadbron op het kerkhof. In 1875 werd de bron van een neogotische opbouw voorzien. De bron gold in de middeleeuwen als geneeskrachtig en bracht in die tijd een stroom van pelgrims op gang. De toegang tot de kerk en het kerkhof gaat via een poortgebouw uit het jaar 1700.

## Interieur
Het interieur dateert grotendeels uit de vroege baroktijd. Noemenswaardig zijn:
- De kansel;
- De orgelkas dateert uit 1685; het orgel zelf met 22 registers verdeeld over twee manualen en pedaal werd in 1969 door de orgelbouwer Alfred Führer gebouwd.
- de beschildering van het plafond en de galerijen;
- Het rijke houtsnijwerk van het maniëristische hoofdaltaar is een werk van Ludwig Münstermann; de schilderijen in het altaar zijn 19e-eeuwse kopieën van werken uit de Italiaanse renaissance.